# Roberto Rossini
Roberto Rossini (Fano, 5 agosto 1982) è un politico italiano.

## Biografia
Nato nel 1982 a Fano, nelle Marche, figlio di Alfio, ferroviere, e Rosanna, casalinga, e fratello minore di Emanuele, è padre di due bambini: Alessandro (2014) e Nicolas (2018).
Si è laureato in ingegneria informatica all'Università Politecnica delle Marche nel 2008 e ha lavorato come informatico presso diverse aziende del territorio fanese.
Appassionato di sport, ha avuto un passato calcistico a livello agonistico.

### Attività politica
Dal 2012 è iscritto al Movimento 5 Stelle e dopo anni di attivismo sul territorio marchigiano è candidato alle elezioni politiche del 2018 per il collegio plurinominale Marche 02, risultando eletto alla Camera dei deputati. Dal 21 giugno 2018 è membro della IV Commissione (Difesa), e ne diviene segretario dal 29 luglio 2020. È inoltre componente della Commissione bicamerale per l'infanzia e l'adolescenza, dove si occupa dei problemi dei ragazzi come le dipendenze patologiche, e fa parte degli intergruppi parlamentari su innovazione e intelligenza artificiale, dove si occupa di nuove tecnologie, blockchain e trasparenza sui dati.

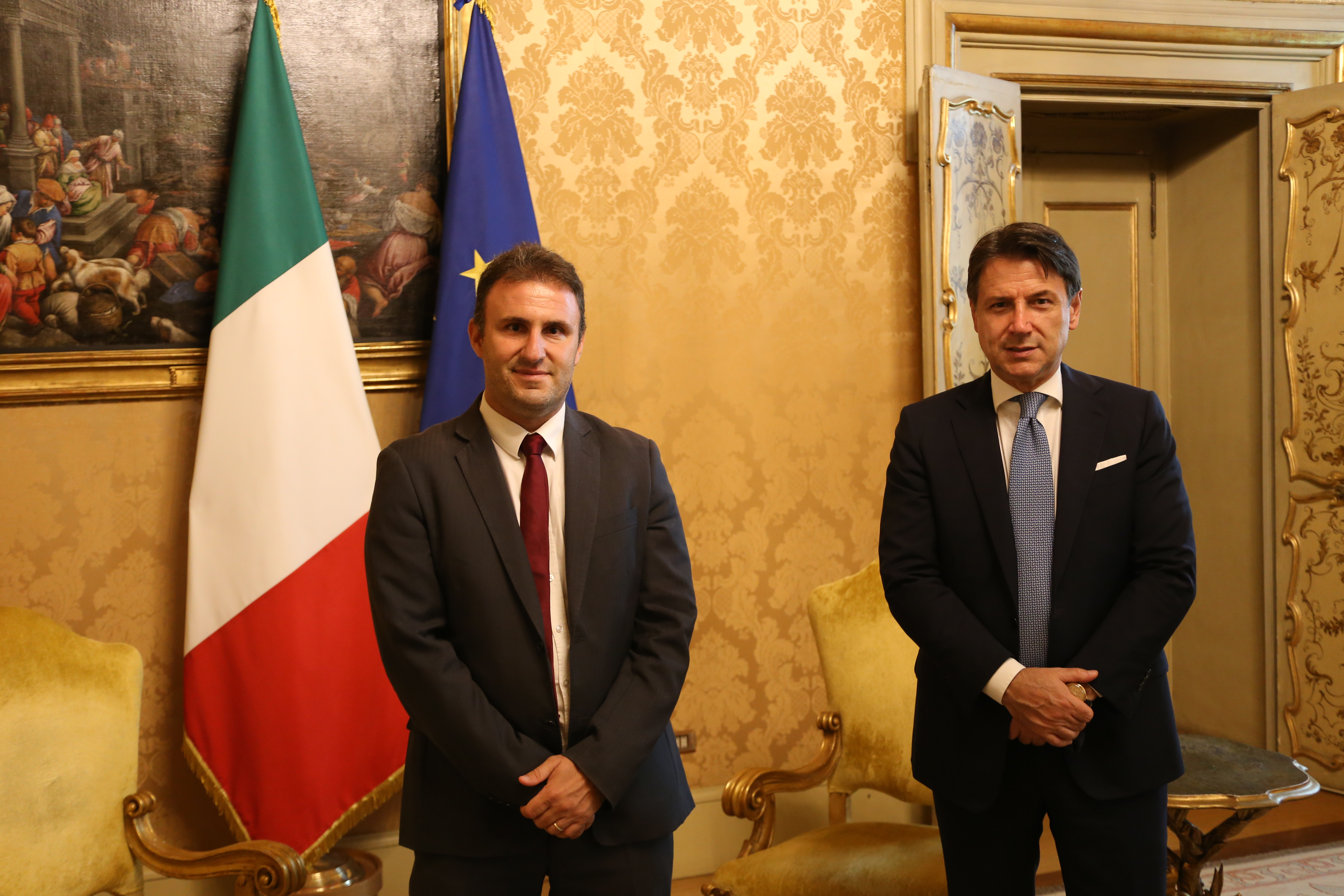
Roberto Rossini con il presidente Giuseppe Conte.

È primo firmatario della legge sul mobbismo in discussione alla Camera e della legge per istituire la Giornata nazionale per le vittime della COVID-19, approvata alla Camera a luglio 2020 e diventata legge il 17 marzo 2021.
Fa parte della Nazionale Italiana Parlamentari, la squadra di calcio del Parlamento.